# 佐藤未郷
佐藤 未郷（さとう みさと、1975年 - ）は、元 フジテレビの編成制作局編成部部長職（退社済み）。元プロデューサー、ディレクター。

## 人物
1999年フジテレビ入社。第一制作部で『彼女たちの時代』や『二千年の恋』などの連続ドラマや『北の国から2002遺言』などの助監督を務める。2003年、Fuji International Productions Ltd.(UK)へ出向。ロンドンにて、音楽番組や情報番組、ドキュメンタリーのディレクター、プロデューサーをつとめる。2006年、ニューヨーク支社であるフジサンケイ・コミュニケーションズ・インターナショナルへ出向し、ネット配信ドラマ『マンハッタンダイアリーズ』のプロデュースや、音楽番組、ドキュメンタリーのディレクション、プロデュースに携わる。2009年にドラマ制作センターに戻り、2011年から編成部・企画班で連続ドラマ、単発ドラマを中心に番組企画に携わる。主な作品に『カラマーゾフの兄弟』『花の鎖』など 。2013年に広報局へ異動、ドラマ、バラエティ番組を中心に広報、宣伝展開を担当。広報局広告宣伝部副部長を経て、2019年7月1日付で編成制作局編成部。2023年6月末にフジテレビを退社。

## 手掛けた作品

### ドラマ
- マンハッタンダイアリーズ（2006年・プロデューサー）
- 東京DOGS（2009年・プロデュース助手)[5]
  - MISSION IN 東京DOGS（2009年・プロデューサー）
- 月の恋人〜Moon Lovers〜（2010年・プロデュース助手）[6]
- 森村誠一サスペンス・シリーズ
  - 破婚の条件（2011年・編成 企画）[7]
  - 捜査線上のアリア（2012年・編成 企画）[8]
  - 海の斜光（企画）
- 謎解きはディナーのあとで（2011年・編成 企画[9]）
  - 謎解きはディナーのあとでスペシャル（2012年・編成 企画）
  - 謎解きはディナーのあとでスペシャル　〜風祭警部の事件簿〜（2013年・編成 企画）[10]
  - 謎解きはディナーのあとでスペシャル　船上探偵・影山（2013年・編成 企画）
- 所轄刑事シリーズ
  - 所轄刑事６〜欺かれた生活安全課〜（2011年・編成 企画）
  - 所轄刑事７〜能登・金沢 ストーカー連続殺人事件の闇〜（2012年・編成 企画）
  - 所轄刑事８〜信州・安曇野〜白骨温泉売春組織に迫る復讐の剣（2013年・編成 企画）
- ストロベリーナイト（2012年・編成 企画）[11]
  - ストロベリーナイト　アフター・ザ・インビジブルレイン（2013年・編成 企画）[12]
  - ストロベリー・ミッドナイト（2013年・編成 企画）
- ビューティフルレイン（2012年・編成 企画）
- 医療捜査官　財前一二三シリーズ
  - 医療捜査官　財前一二三３（2012年・編成 企画）
  - 医療捜査官　財前一二三４（2013年・編成 企画）
- 十津川シリーズ
  - 十津川刑事の肖像6 銚子電鉄六・四キロの追跡（2012年・編成 企画）
  - 十津川捜査班7 十津川警部の初恋（2013年・編成 企画）
- カラマーゾフの兄弟（2013年・企画）[13]
- 花の鎖（2013年・企画）[14]
- 小京都連続殺人事件シリーズ
  - 小京都連続殺人事件２　佐野足利・七草に秘められた叫び（2013年・編成 企画）
  - 小京都連続殺人事件×外科医 鳩村周五郎（2013年・編成 企画）
- 淋しい狩人（2013年・編成 企画）
- 黒の滑走路３（2013年・編成 企画）
- ファースト・クラス（2015年・宣伝）
- 問題のあるレストラン（2015年・広報）
- 恋仲（2015年・広報）
- ナオミとカナコ（2016年・広報）
- 好きな人がいること（2016年・広報）
- 世にも奇妙な物語（2017年・広報）
- レンアイ漫画家（2021年・企画）[15]

### 音楽番組
- The Beat（アソシエイトプロデューサー）
- フジロック・フェスティバル
  - FUJI ROCK FESTIVAL'03（ディレクター）
  - FUJI ROCK FESTIVAL'04（チーフ・ディレクター）
  - FUJI ROCK FESTIVAL'05（2005年・ディレクター）
- Evanescence Live In Tokyo（ディレクター）
- ROCK IN JAPAN FESTIVAL 2004（チーフ・ディレクター）
- LIVE 8 （中継ディレクター）
- パーティー・イン・ザ・パーク
  - Party in the Park'05（ディレクター）
  - Party in the Park'06（ディレクター）
- グラストンベリー・フェスティバル 2005（ディレクター）
- VAMPS live 2009 USA（ディレクター）
- Legends Live from NYシリーズ
  - Booker.T & The MG’s(アソシエイトプロデューサー)
  - Honeyboy Edwards（アソシエイトプロデューサー)
- とんねるずが生放送!音楽番組全部見せます!!-名曲で元気になろう-（編成）
- 新堂本兄弟（広報）[16]
- 2015FNS歌謡祭（広報）
- 2016FNSうたの春まつり（広報）
- 2016FNSうたの夏まつり（広報）
- Love music（広報）

### バラエティ番組
- FNS27時間テレビ (2014年) SMAP (宣伝)
- ミライ☆モンスター（広報）
- KinKi Kidsのブンブブーン（広報）
- さんまのお笑い向上委員会（広報）
- 今夜はナゾトレ（広報）
- さしこく〜サシで告白する勇気をあなたに〜（広報）
- 真夜中（広報）
- 白昼夢（広報）
- 石橋貴明のたいむとんねる（編成企画）
- 有吉の夏休み（編成）
- 石橋、薪を焚べる（編成企画）

### NETFLIX
- 逃走中 Battle Royal  （プロデューサー）

### 情報番組
- UK JACK!（ディレクター・アソシエイトプロデューサー）

### ドキュメンタリー
- 眠れる森のミルク（ディレクター）
- 動物王国ハッピー・ツアー・イギリスを行く！（ディレクター）
- 世界組TVシリーズ
  - 西川貴教 on Broadway（ディレクター）
  - The Hotel Chelsea ～チェルシー・ホテルの伝説～（アソシエイトプロデューサー）
  - Girls In Music（プロデューサー、ディレクター）
- 夢街人（ディレクター）
  - ニューヨーク編
  - ロサンゼルス編
  - ボストン編
  - サンフランシスコ編
  - シカゴ編
  - モントリオール編
  - サンパウロ編
- 和田アキ子 in Harlem (アソシエイトプロデューサー)

### 映画
- ストロベリーナイト（2013年・アソシエイトプロデューサー）
- 映画 謎解きはディナーのあとで（2013年・アソシエイトプロデューサー）

### DVD
- リバティーンズ革命（ボーナス映像ディレクター）
- ARCTIC MONKEYS Live at Astoria（ディレクター）